# Глущенко Галина Євдокимівна
Галина Євдокимівна Глущенко (17 листопада 1930 року, село Кошаринці, Бершадський район, Вінницька область — 14 квітня 2014 року, Київ) — український педагог, протягом 40 років — директор київської школи № 77. Герой Соціалістичної Праці.

## Біографія
Народилася 17 листопада 1930 року в селі Кошаринці Бершадського району Вінницької області.
До початку німецько-радянської війни закінчила три класи школи. З матір'ю пережила в рідному селі окупацію.
Закінчивши школу, Глущенко вступила в Бершадське педагогічне училище, а в 1955 році — на філологічний факультет Київського державного університету імені Т. Г. Шевченка, після закінчення якого (з відзнакою) спрямована на роботу вчителем у Кагарлик (Київська область).
У 1959 році переїхала у Київ і почала працювати у школі № 77 вчителем української мови і літератури, а в 1968 році призначена на посаду директора тієї ж школи, перетвореної в 1990 році в Кловський ліцей. Школа однією з перших була удостоєна звання «Зразкової» і неодноразово підтверджувала це звання. У школі було створено музей історії школи і музей Януша Корчака. За досягнуті успіхи в 1977 році школа була нагороджена Грамотою Верховної Ради УРСР.
Указом Президії Верховної Ради СРСР від 22 липня 1982 року за досягнення видатних успіхів, виявлену трудову доблесть у виконанні завдань першого року одинадцятої п'ятирічки і в зв'язку з 1500-річчям Києва Галині Євдокимівні Глущенко присвоєно звання Героя Соціалістичної Праці з врученням ордена Леніна і медалі «Серп і Молот».

Могила Галини та Андрія Глущенків, Байкове кладовище

До 2008 року працювала директором Кловського ліцею (Печерський район Києва).
Упродовж 25 років обиралася депутатом Київської міської ради народних депутатів, кілька років очолювала у міськраді комісію з народної освіти.
Чоловік — математик, доктор фізико-математичних наук Андрій Глущенко (1926—2012). Виховали сина.
Померла на 84-му році життя 14 квітня 2014 року в Києві. Похована разом із родиною на Байковому кладовищі (ділянка № 33, 50°25′7.88″ пн. ш. 30°30′10.39″ сх. д. / 50.4188556° пн. ш. 30.5028861° сх. д.).

## Нагороди
- Медаль «Серп і Молот» (22.07.1982);
- Два ордени Леніна (1976, 22.07.1982);
- Орден княгині Ольги III ступеня (11.09.2000);
- Звання Заслужений учитель УРСР (1975) і Народний вчитель України (01.10.2009).